# Liste der Universitäten im Südsudan
Die folgende Liste der Universitäten im Südsudan führt alle öffentlichen und privaten Universitäten in der unabhängigen Republik Südsudan auf.

## Öffentliche Universitäten
- Juba National University, Juba; 1977
- Rumbek University, Rumbek; 2010[1]
- The Bridge University, Juba; 2009
- University of Bahr El-Ghazal, Wau[2]
- University of Northern Bahr El-Ghazal, Aweil; 2011[3]
- Upper Nile University, Malakal; 1991
- Western Upper Nile University, Bentiu (geplant)

## Private Universitäten
- Akobo Heritage and Memorial University, Akobo
- The Catholic University of South Sudan, Juba & Wau; 2008[4]
- St. Mary’s University in Juba (SMUJ) / Saint Mary’s College in Juba, Juba; 2009
- The Bridge University, Juba; 2009
- Yei Agricultural and Mechanical University, Yei